# SmartQVT
SmartQVT est une implémentation du langage standardisé QVT-Operational qui permet la transformation de modèles.
Cet outil compile des transformations de modèles exprimées en QVT pour produire du code Java qui exécute ces transformations.
Cet outil est fourni sous forme de plug-ins Eclipse basés sur le framework de méta-modelisation EMF. Il est disponible sous licence EPL.

## Fonctionnalités
SmartQVT offre 3 modules principaux : 
- un éditeur : Ce composant aide l'utilisateur dans l'écriture de son code QVT.
- un parseur : Ce composant transforme le code QVT en modèle.
- un compilateur : Ce composant transforme le modèle QVT en programmes exécutables Java.